# 다마가와촌 (사이타마현)
다마가와촌(玉川村)은 사이타마현 히키군에 설치되었던 촌이다. 현재의 도키가와정에 해당한다.